# Porandra microphylla
Porandra microphylla är en himmelsblomsväxtart som beskrevs av Y.Wan. Porandra microphylla ingår i släktet Porandra och familjen himmelsblomsväxter. Inga underarter finns listade.